# Энрайт, Энн
Энн Тереза Энра́йт (англ. Anne Teresa Enright, род. 11 ноября 1962 года в Дублине, Ирландия) — ирландская писательница, лауреат Букеровской премии 2007 года и Ирландской премии 2008 года за роман «Собрание» (англ. The Gathering) .

## Биография
Родилась в Дублине, ныне живёт в Брее, графство Уиклоу. Два года обучалась в Пирсоновском колледже в Британской Колумбии, также училась в Тринити-колледже Дублина, где получила степень бакалавра в области английского языка и философии. Позже выиграла стипендию на обучение в университете Восточной Англии, где получила степень магистра. В течение шести лет работала продюсером и режиссёром на телевидении в Дублине, с 1993 года занимается исключительно литературной работой. Замужем, воспитывает сына и дочь. Является членом Королевского литературного общества.
До получения Букеровской премии её произведения были мало известны как в Ирландии, так и в Великобритании, хотя и получали положительные отзывы критиков. Её творческое наследие представлено эссе, рассказами, документальными книгами и четырьмя романами. Тематикой её произведений являются семейные отношения, любовь, трудное прошлое и настоящее Ирландии.